# ドナルド・トランプのマグショット
第45代アメリカ合衆国大統領のドナルド・トランプのマグショットは、2023年8月24日にジョージア州アトランタのフルトン郡拘置所で撮影された。これはトランプと他18人が恐喝および関連容疑で州当局に起訴されたことを受けてトランプが出頭した後に撮影されたものである。トランプには記録番号2313827が割り当てられた。
写真のトランプは青いスーツと白いシャツを着て赤いネクタイを締め、灰色の背景の前でカメラを睨み付けており、彼の顔は横と上から激しく照らされている。これは史上初のアメリカ合衆国大統領経験者の警察記録写真である。
公開後にこの写真はインターネット・ミームと化し、世界中の多数の新聞の一面に掲載された。トランプの保釈から90分も経たないうちに彼の2024年大統領選挙運動でこの画像がグッズに使われ始めた。

## 背景
2023年8月14日、ジョージア州フルトン郡の大陪審はトランプを選挙での恐喝及びその他の犯罪の容疑で起訴し、逮捕状が発行された。郡の地方検事は自主的に出頭する選択肢をトランプに提示した。東部夏時間で8月24日の19時30分過ぎにトランプはジョージア州アトランタのフルトン郡拘置所に出頭して手続きを行い、保釈された。
東部時間20時5分、フルトン郡拘置所の透かしが入っていない記録写真のコピーがX（旧Twitter）に投稿された。CNNは21時27分に公式画像を公開した。
21時38分トランプは「マグショット 2023年8月24日 選挙妨害 決して降伏しない」（"mug shot - August 24, 2023, election interference, never surrender"）と大文字で書かれたテキスト共に写真をXに投稿した。この投稿には2024年大統領選挙運動への寄付を募るウィンレッドのページへのリンクが含まれていた。この投稿はイーロン・マスクがTwitterの新オーナーに就任し、2022年11月にトランプのアカウントを復活させて以来初めて彼が同プラットフォーム上で行った活動であった。

## 資金調達への活用
2023年4月にニューヨークで行われたトランプの罪状認否に先立ち、彼の義娘のララ・トランプはトランプのあらゆるマグショットが「アメリカに存在する最も有名なマグショットとして歴史に残るだろう」と述べた。さらにトランプのスポークスマンであるホーガン・ギドリーはそのような写真は「史上最もりりしく、最も勇敢で、最もハンサムなマグショット」になると述べた。罪状認否の際に記録写真は撮られず、トランプの選挙運動サイトは見せかけのマグショットを使ったTシャツの販売を開始した。
8月24日にトランプがフルトン郡拘置所から釈放された90分後、トランプ陣営は彼の記録写真を用いたTシャツやマグカップなどの商品の販売を開始した。8月26日、陣営は写真の公開以来710万ドルが集まったと発表した 。リンカーン・プロジェクトやEtsyの販売者なども著作権を持っていないにもかかわらず記録写真を使った商品を販売し始め、トランプ陣営は事前の許可を得なかった者を訴えると迫った。

## 報道
アメリカ国内やその他各国の多くの新聞はマグショットを「派手に」あるいは紙面の一面記事として掲載し、また他にも記録写真をサムネイルに載せたティーザー記事を一面に掲載するものもあった。新聞以外の報道機関もこの報道を伝えた。

### 反応
CNNで写真は「象徴的で恥ずべき」と評された。AP通信はこの写真を「アメリカン・モーメント」と呼び、「ドナルド・トランプが亡くなった後もずっと歴史の教科書に載る恒久的な写真」と評した。彼らはまたトランプが反抗的にカメラを睨みつける姿をまるで「レンズ越しに宿敵を睨む」かのようだと評した。『ガーディアン』のクリス・マクグレアルはこれをこの10年間における決定的なマグショットであり、現代アメリカ政治を定義づけるものだと評した。彼はさらに「トランプの敵意は頭上のカメラに目を向け、張り詰めてうつむいた口の中に透けて見える。（中略）青いスーツに白いシャツ、赤いネクタイという姿の彼は他の何人かの共同被告のマグショットのように笑顔を作ってはいない。トランプの支持者の多くが聞きたがっているメッセージ、つまり好戦的であることを伝えている」と述べた。『テレグラフ』は「第45代大統領は眉を縮め、唇をすぼめ、威嚇するような不敵な笑みを浮かべ、敵対的なポーズをとっている。彼の頭部と肩の頂が見えるこの写真は世界的に有名になる可能性が高い」と評した。FOXニュースの司会者のジェシー・ワッターズはトランプのルックスを「素敵で（そして）たくましい」と評した。
『タイム』は「彼のプラチナ・ブロンドの綿菓子のような髪が激しい拘置所の照明の中で揺れている。目は硬く凝視している。口は不機嫌そうに平べったくなっている。他の被告人のように微笑むのではなく、不敵な笑みを浮かべているように見える」と評した。BBCニュースはこの写真の構図を「撮影者の悪夢」と評した。評論家のヴァネッサ・フリードマンは『ニューヨーク・タイムズ』紙上にて写真を「前代未聞の歴史に残るマグショット」と呼び、さらに「彼の顔は目映いばかりの白いフラッシュによって上から照らされ、スポットライトのようにそのアッシュブロンドの髪に当たっている。（中略）に眉の下から睨みつけ、笑みは浮かべず、目は異様に充血し、眉間にしわを寄せ、顎を引いて、まるでカメラに頭突きを食らわせるかのようだ。マー・ア・ラゴやトランプ・タワーでの写真、あるいは任期中の写真でトランプ氏が好んで使ってきた旗や装飾、そして権力と成功の金色の輝きを伝えるものは一切無く、殺風景なイメージだ」と評した。さらにフリードマンは歴史家のショーン・ウィレンツがこのマグショットを「劇的で前例が無い」と評したことを引用した。CNNはこの写真のシンプルさが印象的であり、「最高司令官を務めた人物の最も象徴的な写真の1つ」と評した。『インデペンデント』は「第45代大統領は自分の運命と向き合いながら眉間にしわを寄せ、ふさふさした眉毛を下げ、カメラに向かって真っ直ぐに睨みつけている」と分析し、「トランプのマグショットが歴史的にも文化的にも重要であることは否定できない事実であり、やがて永遠に、あらゆる場所で見られることになる」と付け加えた。
コメンテーターたちはトランプの表情をスタンリー・キューブリック監督の映画のいくつかの印象的なキャラクターを象徴する「キューブリックの凝視」になぞらえた。インターネット・ミームやコメンタリーではこの記録写真は『ゴーストバスターズ2』の魔王ヴィーゴの「威嚇的な視線」や『ズーランダー』のタイトルキャラクターの「ブルー・スティール」のポーズを真似ていると言われた。『ニューヨーク・タイムズ』のコラムニストのモーリーン・ダウドは「ドナルド・トランプの写真は彼の人生で何をしたかを反映した『反則的なパロディ』であるべきだった。トランプの険しい顔ではなく腐りきった魂を映し出すべきだった。私たちの国の魂、私たちの民主主義を打ち砕き、私たちの制度への信頼を破壊することをいとわないほど冷笑的で堕落したことを明らかにするべきだった。全ては単に敗者と呼ばれるのを避けるためだった」と書いた。美術評論家のジェリー・サルツはこのマグショットを「世界で最も有名な写真」と呼んだ。
トランプの後任であるジョー・バイデン大統領はジャーナリストから写真について意見を求められた際、「ハンサムな男で、素晴らしい男だ」と回答した。